# Ministère de la Communication et des Technologies
Le ministère de la Communication et des Technologies du Ghana est le ministère gouvernemental responsable du développement de la communication et de la technologie au Ghana. Sa mission est de poursuivre des politiques qui mèneront à la création rentable d'infrastructures et de services d'information et de communication afin de promouvoir la compétitivité économique conformément aux orientations politiques du Cadre de politique nationale de développement à moyen terme (MTNDPF) élaboré comme base de le Programme de croissance et de développement partagés du Ghana (GSGDA). Les bureaux du ministère sont situés à Accra, dans la Région du Grand Accra.
Depuis 2017, la ministre en charge est Ursula Owusu.

## Buts et objectifs
Le Ministère de la communication a été créé à partir du Ministère des transports et des communications. Sa mission repose sur les principes suivants:  
- Promouvoir le développement et le déploiement rapides d'une infrastructure nationale des TIC au Ghana.
- Renforcer le modèle institutionnel et réglementaire de gestion du sous-secteur des TIC.
- Accroître l'utilisation des TIC dans tous les secteurs de l'économie pour accroître la productivité.
- Faciliter la fourniture de données et de prévisions météorologiques de qualité à l'appui des secteurs économiques sensibles aux conditions météorologiques.

## Ministères et agences
Le ministère des Communications est composé des agences et organes statutaires suivants: 
1. Commission de réglementation des services postaux et de courrier (PCSRC)
2. Agence météorologique du Ghana (GMet)
3. Centre d'excellence Ghana-Inde Kofi Annan en TIC (en) (AITI-KACE)
4. Agence nationale des technologies de l'information (NITA)
5. Commission de protection des données (DPC)
6. Autorité nationale des communications (en) (NCA)
7. Fonds d'investissement du Ghana pour les communications électroniques (GIFEC)
8. Ghana Post Company Limited (GPCL) [1]

## Initiatives du ministère
- Concours Miss Geek - Il s'agit d'un concours lancé en 2019 pour aider les femmes de 13 à 25 ans à développer des idées innovantes qui cherchent à résoudre les problèmes clés auxquels la nation est confrontée[4].